# Hold Me Now
"Hold Me Now" (срп. Држи ме сад) је песма коју је компоновао и изводио ирски певач Џони Логан, који је победио на Песми Евровизије 1987. Логан је раније победио са "What's Another Year?" 1980. и наставио је да пише победничку песму са такмичења 1992. ("Why Me?" за Линду Мартин за коју је претходно написао "Terminal 3" 1984 ). Песму обично певају навијачи Бохимијана на домаћим утакмицама у Дејлимаунт Парку.

## Преглед
Песма је изведена двадесети увече, после Данске и пре Југославије На крају гласања добио је 172 бода, заузевши прво место. Након што је Логан са овом песмом проглашен за победника, током репризе је био обузет емоцијама и није успео да достигне високе тонове у овом делу песме. Као и када је победио 1980. узвикнуо је "Још увек те волим, Ирско".
Песма је певана из угла човека чије љубавно интересовање напушта због неког другог. Певач моли своју девојку да га додирне на начин на који је некада радила како би оставио лепе успомене на њихову везу, чак и док испуњавају ово сећање. Рефрен затим каже девојци „don't say a word“, док се спремају за растанак. Упркос тужној природи растанка, певач каже „I will know / though we're apart / we'll always be together“, што имплицира неку врсту оптимизма са његове стране. Музика (коју је такође компоновао Логан) је типична евровизијска моћна балада, при чему последњи рефрен уводи хор пратећих певача (Џоан Ли, Карен Блек и Ален Пентони) пре него што им се поново придружи Логанов глас.
Песму је као победницу 1988 наследила Селин Дион која је представљала Швајцарску. "Hold Me Now" многи обожаваоци сматрају једним од врхунаца у историји такмичења, јер је на прослави педесете годишњице проглашена за трећу најбољу песму у историји Евровизије 2005. године.

## Реклама за McDonald's
Песма је такође коришћена у ирској реклами коју је покренуо McDonald's крајем 2007. Ове рекламе приказују Логана како упада у простор са McDonald's кесом у покушају да развесели групу тинејџера у шаљивим невољама. Логан прекида своје певање да би поставио питање "Заврнути помфирт?" (међу осталим производима које нуди McDonald's).